# Gymnocorymbus bondi
Gymnocorymbus bondi – gatunek słodkowodnej ryby kąsaczokształtnej z rodziny kąsaczowatych (Characidae).  Występuje w Kolumbii, w dorzeczu Orinoko. Osiąga do 5 cm długości standardowej.